# تشاد توماس
تشاد توماس (بالإنجليزية: Chad Thomas)‏ هو لاعب كرة قدم أمريكية أمريكي، ولد في 12 أكتوبر 1995 في ميامي في الولايات المتحدة.

## وصلات خارجية
- تشاد توماس على موقع ميوزك برينز (الإنجليزية)